# Ludwig Cauer
Ludwig Cauer, né le 28 mai 1866 à Bad Kreuznach et mort le 27 décembre 1947 à Bad Kreuznach, est un sculpteur allemand appartenant à l'école de sculpture de Berlin.

## Biographie

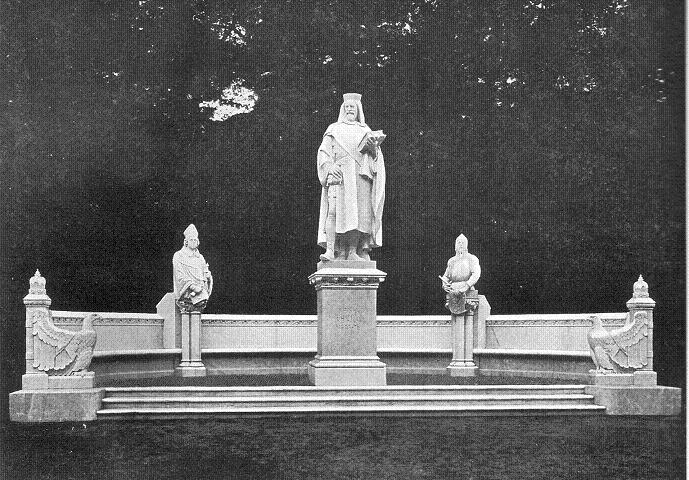
Monument de Charles IV, à l'allée de la Victoire du Tiergarten, aujourd'hui disparu (sauf un fragment de la statue principale)

Ludwig Cauer est né au sein d'une famille d'artistes. C'est le fils d'Helen et Carl Cauer, sculpteur, et le petit-fils du sculpteur Emil Cauer l'Ancien (de). Ses frères, Emil, Robert et Hugo sont également sculpteurs. Il fait d'abord son apprentissage à l'atelier de son père, puis se rend avec lui à Rome, en 1881. Après la mort de son père, il travaille à Berlin en 1886-1888 auprès d'Albert Wolff et Reinhold Begas. Il passe en 1887 son examen à Coblence, puis fait son service militaire en 1889-1890. Il termine ensuite avec son frère Robert le monument dédié à Ulrich von Hutten et Franz von Sickingen au château d'Ebernburg (de) de Bad Münster.
Après trois ans à Londres de 1891 à 1893, et un court séjour à Bad Kreuznach, Cauer emménage à Berlin de 1895 à 1905. Ces années sont consacrées à collaborer avec Reinhold Begas et à la création d'œuvres monumentales. Il travaille en 1897 avec Begas au monument dédié à Guillaume Ier, placé devant le côté ouest du château de Berlin et crée entre 1897 et 1901 plusieurs statues pour l'allée de la Victoire, voulue par Guillaume II au Tiergarten. Il sculpte en 1901 un groupe de tritons et de naïades pour la fontaine du monument de Bismarck devant le Reichstag. Il renouvelle son genre après 1900. Il fait un séjour à Paris en 1909, et un autre en 1912 à la villa Romana de la ligue des artistes allemands de Florence.
C'est en 1916 qu'il est nommé professeur et membre de l'académie de Berlin. Resté attaché à l'époque impériale, Cauer repart pour Bad Kreuznach après la guerre et l'effondrement de l'Empire allemand. Il se voue à la statuaire funéraire, et tombe dans l'oubli. Cependant, alors qu'il est âgé, le Berufsverbot (interdiction d'exercer) du régime le frappe en 1941. Il meurt le 27 décembre 1947 dans sa ville natale.
Ludwig Cauer est le père d'Hanna Cauer (1902-1989), sculptrice ; d'Eduard Cauer, sculpteur et peintre (1905-) ; et d'Anna Cauer (1907-).

## Quelques œuvres

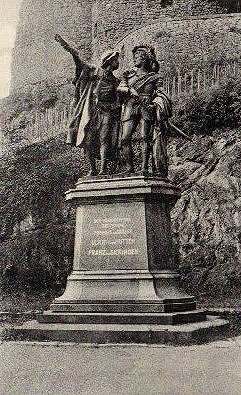
au, aujourd'hui disparue

- 1890-1892, La Soif, groupe de bronze, Bad Kreuznach
- 1894, statue de Conrad Ier de Brandebourg (2,50 m de hauteur) à Villmar an der Lahn (Hesse)
- 1897, collabore au monument de Guillaume Ier, situé devant le château de Berlin
- 1897-1900, monument de l'empereur Charles IV à l'allée de la Victoire du Tiergarten (fragments à la citadelle de Spandau depuis 2009)
- 1901, tritons et naïades du monument de Bismarck de la Place Royale de Berlin (détruits aujourd'hui)
- 1925-1937, statues de l'empereur salien Conrad II, de sa femme Gisèle, d'Henri III, d'Henri V et d'autres personnages latéraux au parc de la cathédrale de Spire